# Annickia letestui
Espèce
Annickia letestui (Le Thomas) Setten & Maas est une espèce de plantes à fleurs de la famille des Annonaceae et du genre Annickia. C'est un arbuste présent en Afrique tropicale.

## Étymologie
Son épithète spécifique letestui rend hommage à l'administrateur et collecteur de plantes Georges Le Testu.

## Description
C'est un arbuste pouvant atteindre 8 m de hauteur.

## Distribution
Assez rare, l'espèce a été observée sur trois sites au sud du Cameroun, sur cinq sites au Gabon, également sur un site en République démocratique du Congo.